# Eldrid Nordbø
Eldrid Nordbø (* 12. August 1942 in Skien) ist eine norwegische Politikerin der Arbeiderpartiet (Ap). Sie war von November 1990 bis November 1991 die Handels- und Schifffahrtsministerin ihres Landes.

## Leben
Nordbø beendete 1962 die Schulzeit am öffentlichen Landgymnasium Telemark und sie erhielt 1968 ihren Magisterabschluss im Fach Staatswissenschaften. Anschließend war sie von 1968 bis 1970 als erste Hauptsekretärin im Sosialdepartementet, dem damaligen Sozialministerium, tätig. Danach fungierte sie bis 1971 als Beraterin der Arbeiterorganisation Arbeiderbevegelsen. Von März bis Dezember 1971 arbeitete Nordbø als persönliche Sekretärin im Sozialministerium unter Minister Odd Højdahl. In den Jahren 1971 bis 1979 war sie Stadträtin in Oslo. 1979 begann sie für die Internationale Rotkreuzbewegung zu arbeiten, von 1981 bis 1986 war sie Abteilungsdirektorin im Kommunalministerium. Im Zeitraum von Mai 1986 bis Oktober 1989 diente Nordbø unter Ministerpräsidentin Gro Harlem Brundtland als Stabschefin im Statsministerens kontor, der norwegischen Staatskanzlei. Anschließend war sie bis 1990 als Sonderbeauftragte im Umweltschutzministerium beschäftigt.
Am 3. November 1990 wurde sie zur Handels- und Schifffahrtsministerin in der neu gebildeten Regierung Brundtland III ernannt. Sie war in dieser Zeit unter anderem für die Ausarbeitung einer Vereinbarung mit dem Europäischen Wirtschaftsraum (EWR) zuständig. Sie übte ihr im Außenministerium angesiedelte Amt bis zum 15. November 1991 aus, als sie gemeinsam mit Kinder- und Familienminister Matz Sandman aus der Regierung austrat. Nordbø hatte zuvor mehrfach erklärt, dass das Arbeitspensum als Ministerin höher wäre, als sie erwartet hätte. Sie kehrte danach bis 1992 wieder zu ihrer Stelle als Sonderbeauftragte im Umweltschutzministerium zurück. 1992 wurde sie Departementsråd im Sozial- und Gesundheitsministerium. Im Jahr 1996 wechselte sie als Abteilungsdirektorin ins Umweltschutzministerium. Zwischen 1997 und 2000 leitete sie den Umweltausschuss der Organisation für wirtschaftliche Zusammenarbeit und Entwicklung (OECD).